# Maiara Walsh
Maiara Kylior Walsh (Seattle, 18 febbraio 1988) è un'attrice e cantante statunitense, conosciuta per aver interpretato Ana Solis nella sesta stagione di Desperate Housewives e Meena Paroom in Cory alla Casa Bianca.

## Biografia
Maiara Walsh nasce a Seattle da madre brasiliana e padre statunitense di origini irlandesi, tedesche e svedesi. È buddista, come i suoi genitori. Parla fluentemente il portoghese e lo spagnolo e ha una sorella. Walsh e la sua famiglia si trasferiscono a San Paolo, in Brasile, due anni dopo la sua nascita. All'età di 11 anni, si trasferisce in California, a Simi Valley, dove comincia a prendere lezioni di recitazione. Comincia la sua carriera nella recitazione con una pubblicità.
All'età di 18 anni si guadagna la notorietà, ottenendo il suo primo ruolo di rilievo recitando, dal 2007 al 2008, la parte Meena Paroom nella serie di Disney Channel Cory alla Casa Bianca. Nel 2009 è nel cast della sesta stagione di Desperate Housewives, dove interpreta Ana Solis, ricoprendo la parte fino al 2010, invece nel 2011 entra nel cast del film Mean Girls 2. A partire dal 2012 prende parte come personaggio ricorrente nella serie Switched at Birth - Al posto tuo, recitando il ruolo di Simone Sinclair, mentre nel 2013 diventa la protagonista del film Angry Games - La ragazza con l'uccello di fuoco. Il 30 marzo 2015 pubblica il suo primo singolo, intitolato Six Feet Under.

## Filmografia

### Cinema
- Lullabye Before I Wake, regia di Nate Pantumsinchai (2008)
- The Prankster, regia di Tony Vidal (2010)
- General Education, regia di Tom Morris (2012)
- Ricordi spezzati (Last Hours in Suburbia), regia di John Stimpson (2012)
- Angry Games - La ragazza con l'uccello di fuoco (The Starving Games), regia di Jason Friedberg e Aaron Seltzer (2013)
- The Jazz Funeral, regia di Jesse Rosen (2014)
- VANish - Sequestro letale (VANish), regia di Bryan Bockbrader (2015)
- Glitch, regia di Daniel Doherty II (2015)
- Summer Camp, regia di Alberto Marini (2015)
- Hopeless Romantic, regia di Farhad Mann (2016)
- Tutto quello che non so di lui (Her Boyfriend's Secret), regia di Lisa France (2018)
- Babysplitters, regia di Sam Friedlander (2019)
- Omicidi a Culver Drive (The Ex Next Door), regia di Danny Buday (2019)
- Chasing the Rain, regia di Cindy Jansen (2020)
- The Accursed, regia di Elizabeta Vidovic e Kathryn Michelle (2021)
- Diario segreto di un viaggio a New York (The Secret Diary of an Exchange Student), regia di Bruno Garotti (2021)

### Televisione
- Unfabulous – serie TV, episodio 1x13 (2005)
- Cory alla Casa Bianca – serie TV, 34 episodi (2007-2008)
- Revolution, regia di Michael Rymer – film TV (2009)
- Desperate Housewives – serie TV, 23 episodi (2009-2010)
- La vita segreta di una teenager americana (The Secret Life of the American Teenager) – serie TV, episodio 3x11 (2010)
- The Vampire Diaries – serie TV, episodi 2x05-2x07 (2010)
- Mean Girls 2, regia di Melanie Mayron – film TV (2011)
- Switched at Birth - Al posto tuo (Switched at Birth) – serie TV, 19 episodi (2012-2017)
- Zombieland, regia di Eli Craig – film TV (2013)
- Agents of S.H.I.E.L.D. – serie TV, episodio 1x12 (2014)
- Hopeless, Romantic, regia di Farhad Mann – film TV (2016)
- Notorius – serie TV, episodi 1x08-1x09 (2016)
- Un inguaribile romantico (Hopeless, Romantic), regia di Farhad Mann – film TV (2016)
- The Last Ship – serie TV, 8 episodi (2018)
- Tutto quello che non so di lui (Her Boyfriend's Secret), regia di Lisa France - film TV (2018)
- Criminal Minds – serie TV, episodio 14x11 (2019)
- Identity Theft of a Cheerleader, regia di Christie Will Wolf – film TV (2019)
- Killer Dream Home, regia di Jake Helgren – film TV (2020)
- The World's Funniest Animals – serie TV, episodio 1x03 (2020)

### Cortometraggi
- Empty Sky, regia di J. Michael Vargas (2011)
- Chocolate Milk, regia di J.R. Soldano e Michael Ring (2013)
- The Armadillo, regia di Joseph Ahern (2014)
- Ryder, regia di Ian Clay (2018)
- Young Blood, regia di Maiara Walsh (2019)

## Doppiatrici italiane
Nelle versioni in italiano dei suoi film Maiara Walsh è stata doppiata da:
- Domitilla D'Amico in Desperate Housewives, Switched at Birth - Al posto tuo
- Letizia Ciampa in Angry Games - La ragazza con l'uccello di fuoco
- Antonella Alessandro in Omicidi a Culver Drive
- Myriam Catania in Cory alla Casa Bianca
- Eleonora Reti in Criminal Minds
- Francesca Tardio in Ricordi spezzati
- Valentina Favazza in Mean Girls 2
- Gianna Gesualdo in Tutto quello che non so di lui